# Phủ Lý, Ninh Bình
Phủ Lý là một phường thuộc tỉnh Ninh Bình, Việt Nam.

## Địa lý
Phủ Lý nằm cách phường Hoa Lư - trung tâm tỉnh lỵ Ninh Bình 32 km về phía Bắc, có vị trí địa lý:
- Phía đông giáp phường Liêm Tuyền.
- Phía nam giáp xã Liêm Hà.
- Phía bắc giáp xã Hà Nam.
- Phía tây giáp phường Châu Sơn và phường Phù Vân.

Phường Phủ Lý	có diện tích:	11,84	km², 	dân số:	62.893	người, mật độ dân số: 	5312	người/km². 	Đây là đơn vị có diện tích xếp thứ:	129	, số dân xếp thứ: 	6	và mật độ dân số xếp thứ: 	2	trong số 129 xã, phường ở Ninh Bình.
Phường này nằm trên quốc lộ 1A, 21, Đường cao tốc Bắc – Nam và cũng là nơi có sông Đáy chảy qua.

## Lịch sử
Theo Nghị quyết số 1674/NQ-UBTVQH15 ngày 16/6/2025 về sắp xếp các đơn vị hành chính cấp xã của tỉnh Ninh Bình năm 2025, Sắp xếp toàn bộ diện tích tự nhiên, quy mô dân số của các phường Châu Cầu, Thanh Châu, Liêm Chính và phần còn lại của phường Quang Trung thành phường mới có tên gọi là phường Phủ Lý.